# 木下宏一
木下 宏一（きのした こういち、1974年3月 - ）は、日本の文学者。教育者。学術博士である。

## 略歴・人物
1974年埼玉県上尾市の生まれ。1992年福岡県立京都高等学校卒業。2017年九州大学大学院地球社会統合科学府博士後期課程修了。2010年文学博士、2017年学術博士。
九州大学大学院比較社会文化研究院特別研究者の他、北九州工業高等専門学校、西日本短期大学非常勤講師に就く。
専攻は近代日本政治思想史、文学史。戦前のナショナリズム諸運動に関する研究で知られる 。

## 著書
- 『二〇世紀ナショナリズムの一動態：中谷武世と大正・昭和期日本』（2021年、三元社）
- 『国文学とナショナリズム：沼波瓊音、三井甲之、久松潜一、政治的文学者たちの学問と思想』（2018年、三元社）
- 『近代日本の国家主義エリート：綾川武治の思想と行動』（2014年、論創社）

## 活動
- 資料提供『NHKスペシャル　かくて“自由”は死せり～ある新聞と戦争への道～』（NHK総合、2019年8月12日放送）[4]